# Джаджим
Джаджим (перс. جاجیم‎) — вид двухстороннего коврика. Джаджим изготавливается вручную из толстой ткани, похожей на дерюгу, но более тонкой, с использованием тонких разноцветных шерстяных (или хлопковых) нитей (либо их переплетения). Джаджим не имеет изнаночной стороны, поэтому вы можете использовать его с обеих сторон. Для кочевников этот коврик представляет собой большую ценность, поскольку служит покрывалом и защитой от холода. Большинство сёл и деревень имеет общепринятый способ плетения джаджима, но отличия могут состоять в выборе цветовой палитры, качества нитей и орнамента.

## География
Джаджимбафи является одним из самых популярных ремёсел во многих провинциях Ирана, включая Восточный Азербайджан, Ардебиль, Керманшах, Курдистан, Хамадан, Лурестан и Фарс, в частности среди сельских и кочевых семей. Джаджим используется как покрывало, а также приспособление для упаковки и транспортировки вещей во время переселения племени. Иногда он применяется в качестве тёплой верхней одежды. Даже в сельской местности некоторые из семей до сих пор придерживаются обычая дарить джаджим в качестве свадебного подарка, также они на протяжении многих лет хранят этот коврик в качестве ценной семейной реликвии.
Первичный материал для джаджима — шерсть, а структура ткани напоминает палас, с той разницей, что джаджим плетётся на четырёх ткацких станках и затем эти части сшиваются.

## Как плетется джаджим
Создание джаджима начинается после подготовки нитей необходимых цветов и их натягивания. Часто весь процесс изготовления коврика, особенно натягивание нитей, схож с ткацким процессом создания большого персидского ковра. Далее подготавливается станок длиной 10—20 м и закрепляется у основания четырьмя деревянными колышками. После мотки нитей нанизываются вокруг этих деревянных колышек. Примерная длина сформированного прямоугольника составляет 10—15 м, а ширина 7 м, что и составляет окончательные размеры полосы джаджима.
Рисунок джаджима формируется в результате непрерывного движения колотушки и смены цветных нитей.
После натягивания нитей заготовка кладётся на землю в горизонтальном положении и закрепляется на одной стороне двумя деревянными или железными колышками. Концы нитей основы собираются в один клубок и также закрепляются. Далее устанавливается относительно большой деревянный штатив, на который крепится верхняя часть заготовки, при том, что основание её остается на земле, и начинается процесс ткачества.
Как уже отмечалось выше, поскольку сельские дома не располагают большими помещениями, пригодными для изготовления джаджима, мастера выносят ткацкую установку на улицу и называют это «разворачиванием джаджима». Всякий раз, когда у людей появляется свободное время, они без лишних усилий разворачивают основу и штатив, и начинают ткать полотно.